# Sant'Antonio a Trebbia
Sant'Antonio a Trebbia è un quartiere della città italiana di Piacenza.

## Geografia fisica
Il quartiere di Sant'Antonio a Trebbia è posto alla periferia occidentale della città, fuori barriera Torino, lungo la via Emilia Pavese tra i fiumi Trebbia, distante 600 m dal centro del quartiere, e Po.

## Storia
In località Quartazzola a sud di Sant'Antonio, è presente in epoca medievale un passaggio sul fiume Trebbia, la cui gestione era stata concessa nel 1143 ai monaci di un vicino monastero, denominato per questo di santa Maria del ponte.
Nel 1172 cominciano i lavori per la costruzione della chiesa di Sant'Antonio, situata di fianco ad un ospedale fondato e gestito da frati ospedalieri sui resti di una chiesa preesistente.
Nel 1356 Silvestro Arcelli, figlio del cavaliere Leonardo Arcelli, istituisce una prebenda nella chiesa di Sant'Antonio. Nel 1361 la chiesa subisce alcuni lavori di ampliamento. Nel quattrocento le campagne intorno a Sant'Antonio sono di proprietà del monastero di san Sepolcro di Piacenza che provvede a affittarli a contadini.
Nel 1471 tutti gli ospedali al servizio della città vengono unificati, tuttavia l'ospedale di Sant'Antonio, così come quello situato a San Lazzaro Alberoni, rimane escluso dall'accorpamento, mantenendo la propria autonomia. Nel 1589 la chiesa di Sant'Antonio viene elevata a parrocchia.
Nell'ambito delle guerre della seconda coalizione, nel 1799 Sant'Antonio subisce distruzioni da parte di truppe russe e ungheresi. Tra il 17 e il 20 giugno dello stesso anno si combatte la battaglia della Trebbia che vede le truppe francesi comandate dal generale MacDonald contrapposte a quelle austro-russe guidate dal generale Suvorov. Durante la battaglia in una casa di Sant'Antonio è posto il quartier generale dei francesi che, al termine dei combattimenti vengono sconfitti e costretti alla ritirata.
Nel 1805 il convento di Sant'Antonio viene soppresso con un decreto napoleonico; eccetto la chiesa, tutti gli edifici che componevano il complesso divengono di proprietà del demanio che li cederà, nel 1811 al comune di Sant'Antonio, costituitosi nel frattempo.
A partire dal 1806, con l'istituzione della Mairie francese e dopo che, con un decreto napoleonico, nel 1809 la città di Piacenza era stata limitata alla circonvallazione attorno alle mura, Sant'Antonio è comune autonomo.

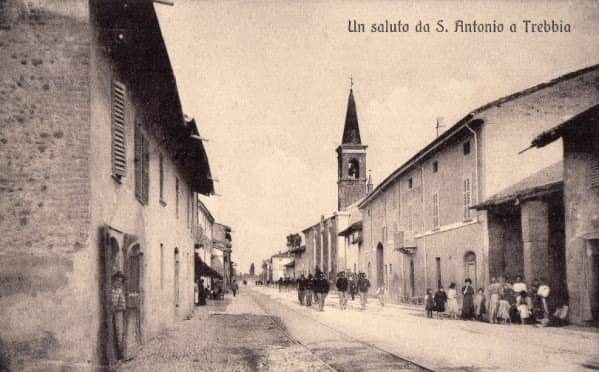
La via Emilia Pavese a Sant'Antonio a Trebbia con gruppo di soldati marcianti - anno 1910

Nel maggio 1819 la duchessa Maria Luigia d'Austria decreta la costruzione di un ponte sul Trebbia tra Sant'Antonio e San Nicolò a Trebbia, inizialmente pensato in legno, la duchessa opta per costruire un ponte in mattoni in seguito alle pressioni dei piacentini. Il ponte viene inaugurato nel giugno 1825 alla presenza dell'imperatore austriaco Francesco I.
A seguito dell'unità d'Italia, nel 1862, il comune cambia il proprio nome da Sant'Antonio a Sant'Antonio a Trebbia.
Il 17 luglio del 1908 si verifica un violento nubifragio con una piena straordinaria della Trebbia che devasta case e campagne soprattutto nel territorio del mandamento bobbiese di Ottone e nella zona del confine tra le province di Genova e Pavia, con gravi danni nell'abitato di Gorreto, la distruzione di cinque ponti lungo la statale 45, l'interruzione delle comunicazioni stradali fra Ottone e Torriglia e della linea telegrafica fra Bobbio e Genova. Tra le località di pianura Sant'Antonio a Trebbia è una delle più colpite: i militari del genio riescono, utilizzando un barcone che viene poi trascinato dal fiume in piena per circa 2 km, a salvare un contadino che si era rifugiato su uno scoglio in mezzo al corso del fiume Trebbia dopo aver tentato l'attraversamento del corso d'acqua a seguito della messa in sicurezza del proprio bestiame. Le campagne circostanti, così come buona parte delle campagne piacentine vicine alla Trebbia, subiscono danni ingenti con la distruzione dei raccolti, in special modo il frumento; grazie al pronto preavviso telegrafico partito da Bobbio prima dell'imminente piena sono evitati danni peggiori con la messa in salvo di materiali, bestiame e persone.
Viene annesso nel 1923 al comune di Piacenza motivando tale provvedimento con la presenza di una rendita parassitaria a causa del beneficiare dei servizi offerti dalla città degli abitanti dei comuni limitrofi.
Durante la seconda guerra mondiale, dopo l'armistizio dell'8 settembre 1943 la zona di Sant'Antonio è teatro di scontri tra le truppe tedesche, incaricate di prendere il controllo della città di Piacenza e le truppe italiane. Nei mesi successivi l'area, specialmente i ponti ferroviario e stradale sul fiume Trebbia, è soggetta a bombardamenti da parte delle truppe alleate.

## Monumenti e luoghi d'interesse
- Chiesa di Sant'Antonio: costruita a partire dal 1172 e pesantemente modificata in stile gotico nella seconda metà del trecento, presenta un'unica navata con due campate caratterizzate da volte a crociera. La facciata a capanna e dotata di un unico portale rettangolare, è realizzata in mattoni a vista in stile romanico. Il campanile si trova sul lato destro del presbiterio e presenta una struttura quadrata anch'essa in mattoni a vista[8].
- Monastero di Quartazzola: situato a sud di sant'Antonio, verso Gossolengo, trae le sue origini nel XII secolo, con la concessione, da parte del vescovo di Piacenza Arduino, di alcuni terreni a monaci benedettini per la realizzazione di una chiesa con monastero. Dopo un periodo di crisi, nel 1217 la località viene affidata ai monaci cistercensi di Chiaravalle della Colomba che rimangono nel luogo fino alla definitiva soppressione, avvenuta in epoca napoleonica, nel 1810[9]. Il complesso, che include una chiesa in stile barocco, è diventato, in seguito, sede di un'azienda agricola.
- Case di Rocco: edificio seicentesco costruito su di un complesso preesistente a poche centinaia di metri dal fiume Trebbia come abitazione per i monaci che svolgevano la funzione di traghettatori sul fiume. L'edificio presenta una pianta rettangolare con mattoni a vista, anche se è probabile la presenza in origine di una copertura a intonaco. Abbandonata l'originale funzione verso la metà del XVIII secolo, l'edificio è caduto in stato di abbandono e si presenta in cattive condizioni di conservazione[10].

## Cultura

### Cucina
A Sant'Antonio, in corrispondenza della festa del patrono, ricorrenza che cade il 17 gennaio, era tipico preparare i turtlitt, una sorta di frittelle ripiene di castagne, mostarda, amaretti e cacao che venivano fritte nello strutto bollente. Dal 2007 il dolce è stato riconosciuto come De.Co da parte del comune di Piacenza.

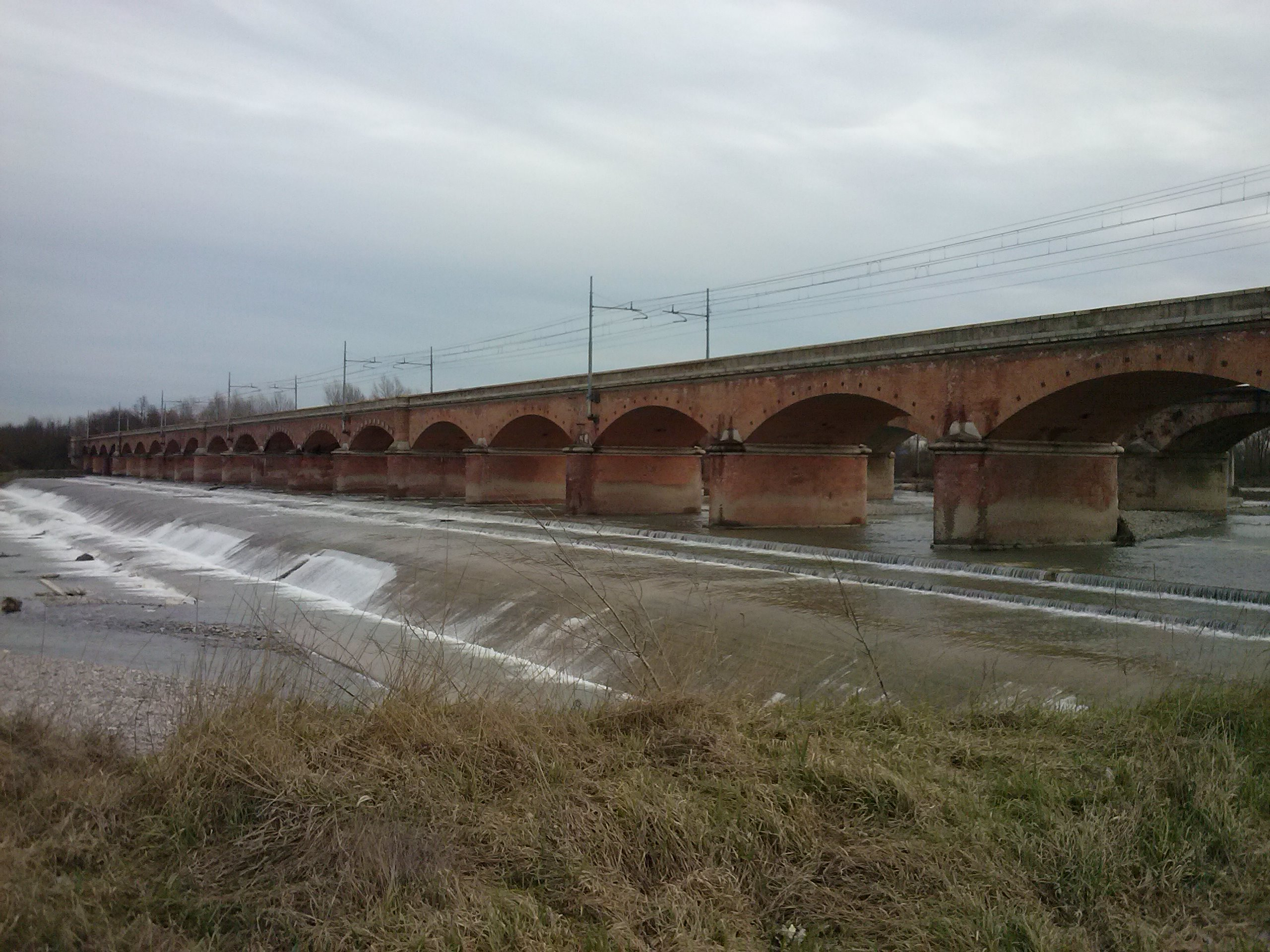
Il ponte ferroviario sul Trebbia

## Geografia antropica
Facevano parte del comune di Sant'Antonio a Trebbia le frazioni di Pittolo, San Bonico, condivisa con il comune di San Lazzaro Alberoni, e Quarto, condivisa con il comune di Gossolengo, nonché una piccola porzione della stessa Gossolengo.

## Infrastrutture e trasporti
Il quartiere è attraversato da est a ovest dalla ex strada statale 10 Padana Inferiore che proprio nei pressi di Sant'Antonio supera con un ponte il fiume Trebbia, dall'autostrada A21 sulla quale nel quartiere è posto il casello di Piacenza Ovest e dalla ferrovia Piacenza-Alessandria.
Tra il 1893 e il 1938 Sant'Antonio è servita dalla tranvia Piacenza-Pianello-Nibbiano e, tra il 1907 e il 1933, dalla diramazione per Agazzano.
Tra il 1943 e il 1955 il quartiere è servito dalla rete tranviaria di Piacenza.